# Alba AR2
Der Alba AR2 war ein Gruppe-C-Junior-Sportwagen der 1983 bei Alba Engineering entwickelt wurde und bis 1995 bei Sportwagenrennen zum Einsatz kam.

## Entwicklungsgeschichte und Technik
Alba Engineering wurde 1983 von Giorgio Stirano gegründet, der viele Jahre bei Osella als Fahrwerksingenieur gearbeitet hatte. Im selben Jahr erhielt er vom vermögenden italienischen Rennfahrer und Industriellen Martino Finotto den Auftrag, zwei Rennfahrzeuge für die neue Gruppe-C-Junior-Klasse der Gruppe C zu entwickeln und zu bauen. Finotto wollte die Wagen gemeinsam mit seinem Freund Carlo Facetti in der Sportwagen-Weltmeisterschaft einsetzen. Unter der Leitung von Stirano entstanden zwei Monocoques aus kohlenstofffaserverstärktem Kunststoff. Der Motor wurde in der von Finotto und Facetti betriebenen Firma CARMA entwickelt. Der 1,8-Liter-4-Zylinder-Turbomotor leistete 410 PS. Da die FIA nur bei ihr registrierte Motorenhersteller in der Weltmeisterschaft zuließ, was CARMA nicht war, wurde kurzerhand ein Vertrag mit Giannini Automobili geschlossen und das Triebwerk erhielt 1984 die Bezeichnung Giannini Carma FF. 
Da der AR2 1984 deutlich über dem Gewichtslimit lag, wurden die Chassis Anfang 1985 überarbeitet. Die Fahrzeuge erhielten Karosserien aus mit Aramid und Kohlenstofffasern verstärktem Kunstharz und neue Fahrwerksteile aus Titan. Auch der erstaunlich standfeste Motor wurde verbessert und leistete 1985 338 kW (460 PS). Eingesetzt wurden die Wagen vom italienischen Jolly-Club-Team, das in enger Verbindung zu Finotto stand.

## Renngeschichte

### 1983
Nachdem der Jolly-Club-AR2 zum 1000-km-Rennen von Monza zwar gemeldet wurde, aber aus technischen Gründen noch nicht eingesetzt werden konnte – Finotto und Facetti fuhren daraufhin bei diesem Rennen gemeinsam mit Carlo Franchi den Werks-Osella PA9 – gab es das Renndebüt beim 1000-km-Rennen von Silverstone. Der erste Einsatz endete gleich mit einem überlegenen Klassensieg von Finotto und Facetti. Auf die weit schnelleren Gruppe-C-Wagen fehlten zwar mehr als 10 Sekunden pro Runde, aber der Wagen erwies sich als schnell und standfest. Allerdings waren in der C-Junior-Klasse neben dem AR2 mit dem Mazda 717C von Yōjirō Terada und Peter Lovett und einem Harrier RX83C nur zwei weitere Rennwagen gemeldet, wobei Letzterer nicht einmal startete.
Auch der Wertungslauf auf der Nordschleife des Nürburgrings endete mit einem klaren Klassensieg. Beim wichtigsten Langstreckenrennen des Jahres, dem 24-Stunden-Rennen von Le Mans gab es keine Zielankunft. Nach 158 gefahrenen Runden – dritter Fahrer war neben Finotto und Facetti der Schweizer Marco Vanoli – wurden bei einem Boxenstopp angebrochene Chassisteile festgestellt und der Rennwagen wurde aus dem Rennen genommen. 
Nach einem weiteren Ausfall beim 1000-km-Rennen von Spa-Francorchamps, diesmal wegen Motorschadens, feierten Finotto und Facetti beim 1000-km-Rennen von Brands Hatch mit dem zehnten Gesamtrang wieder einen überlegenen Klassensieg. Nach einem weiteren Klassensieg beim 1000-km-Rennen von Fuji kam beim 1000-km-Rennen von Imola auch das inzwischen fertiggestellte zweite Chassis zum Einsatz. Diesen Wagen fuhren in Imola Fulvio Ballabio und Guido Daccò. Beide Wagen fielen aus; der AR2 von Facetti/Finotto hatte einen Elektrikdefekt, Ballabio und Daccò fielen durch Motorschaden aus.
Nach einem Ausfall von Facetti, Finotto und Daccò beim 1000-km-Rennen von Mugello reichte ein 12. Endrang und erneuter Klassensieg beim letzten Saisonrennen, dem 1000-km-Rennen von Kyalami, zum Gewinn der Weltmeisterschaft in der Gruppe-C-Junior-Klasse. Dritter Fahrer neben Facetti und Finotto war bei diesem Rennen der Italiener Massimo Faraci.

### 1984
1984 setzte das Jolly-Club-Team konsequent beide Chassis in der Sportwagen-Weltmeisterschaft ein, in der aus der Klasse-C-Junior die Klasse C2 wurde. Beim ersten Rennen des Jahres, dem 1000-km-Rennen von Monza, mussten sich Facetti und Finotto (Chassis 002) hinter Jim Busby und Rick Knoop im Lola T616 sowie Ray Mallock, Mike Wilds und David Duffield auf einem Ecosse C284 mit dem dritten Klassenrang begnügen, der gleichzeitig dem elften Gesamtrang entsprach.
Obwohl die Konkurrenz in der kleinen Gruppe-C-Klasse weit höher war als im Jahr davor, sicherte sich das Team und damit der Hersteller Alba, erneut den Weltmeistertitel. Herausragende Ergebnisse konnten beim 1000-km-Rennen von Mosport erzielt werden. Guido Daccò und Almo Coppelli beendete das Rennen als Dritte der Gesamtwertung, hinter dem Werks-Porsche von Jacky Ickx und Jochen Mass sowie einen weiteren Porsche 956, der von David Hobbs, Rupert Keegan und Franz Konrad gefahren wurde. Carlo Facetti, Martino Finotto und Alfredo Sebastiani beendeten das Rennen als Gesamtsechste.

### 1985 bis 1995
Ab 1985 kamen bei den internationalen Sportwagenrennen bereits die Nachfolgemodelle AR3, AR4, AR5 und AR6 zum Einsatz und die Auftritte des AR2 wurden spärlicher. Klassensiege konnten mit dem Rennwagentyp nicht mehr erzielt werden. Bestes Ergebnis 1985 war der achte Gesamtrang von Facetti, Finotto und Daccò beim 1000-km-Rennen von Mugello. 
Ende 1985 wurde ein drittes Chassis festgestellt, das die Fahrgestellnummer 004 erhielt und in die USA verkauft wurde. Dieser Wagen hatte mehrere Teambesitzer und blieb bei Rennen in Nordamerika weitgehend erfolglos. Beste Platzierung war der zweite Rang von Giampiero Moretti beim IMSA-Light-Rennen in Miami 1986. Seinen letzten Renneinsatz hatte ein AR2 beim 3-Stunden-Rennen von Mosport 1995, wo Guido Daccò gemeinsam mit dem Kanadier Uli Bieri den 23. Gesamtrang belegte.